# 貝魯島

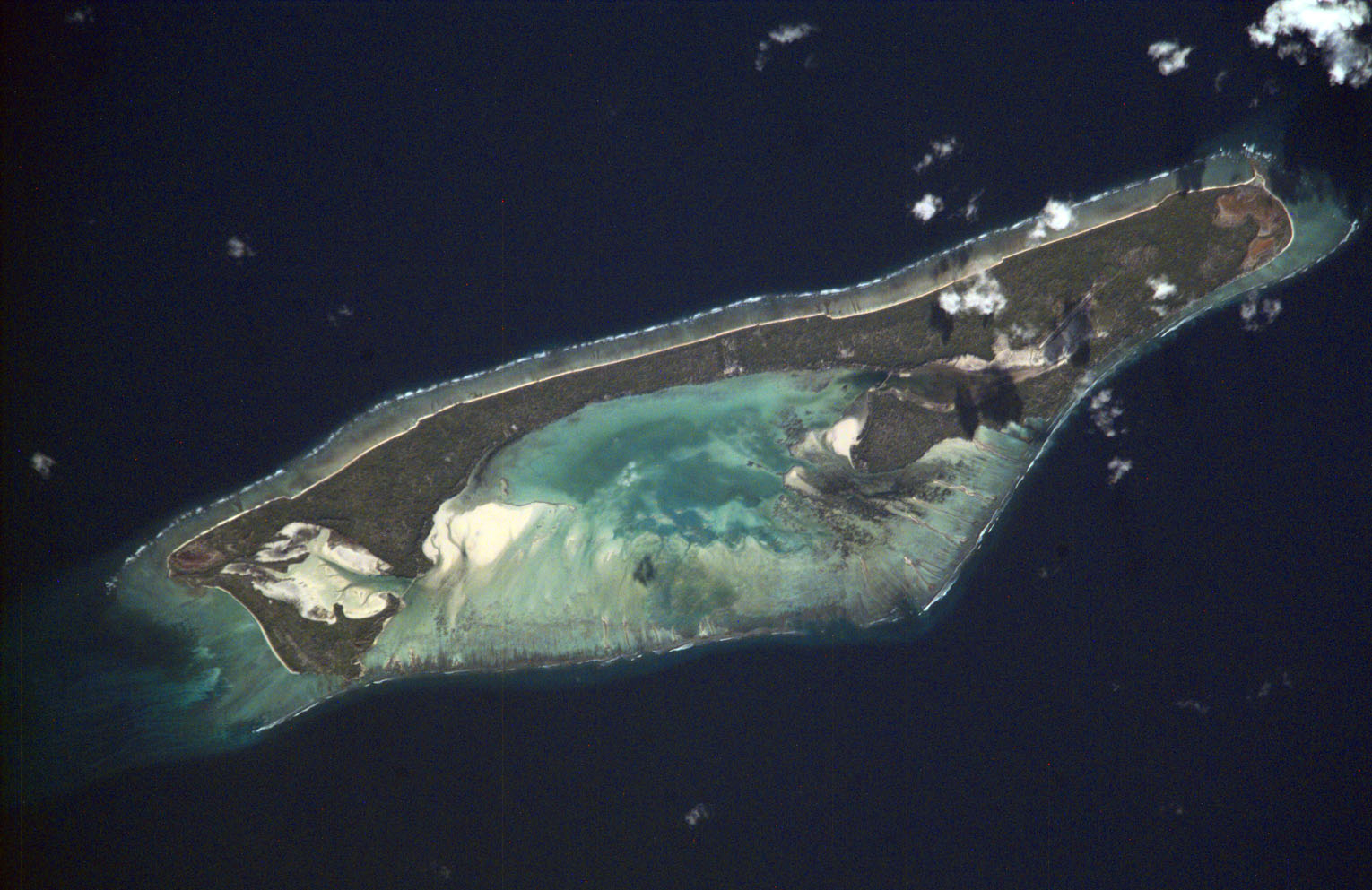

貝魯島是太平洋島國基里巴斯的環礁，屬於吉爾伯特群島的一部分，長15公里、寬4.75公里，面積17.7平方公里，該島南部有機場設施，2005年人口2,169。
1°19′S 175°58′E / 1.317°S 175.967°E